# راكيل بيتون
راكيل بيتون (بالفرنسية : Raquel Bitton) ولدت في مراكش، المغرب. وهي مغنية مغربية يهودية.
هاجرت إلى فرنسا لتعمل مغنية وممثلة وكاتبة مسرحية ومترجمة لأغاني إديث بياف.